# Bevil Thomson Wilson
Bevil Thomson Wilson, britanski general, * 1885, † 1975.